# Deadsy
Deadsy ist eine US-amerikanische Synth-Rock-Band. Die Band wurde 1995 von Phillips Exeter Blue I (eigentlich Elijah Blue Allman, Sohn von Cher und Gregg Allman) als eine Art Kunstprojekt gegründet.

## Bandgeschichte
Deadsy spielten live beispielsweise schon auf der Family Values Tour 2001 und 2006. Der Family Values Tour 2006 folgte eine mehrwöchige Tour durch Amerika im Vorprogramm der Deftones.
Unter Vertrag genommen wurden sie vom Korn-Label Elementree, nachdem sie mit einem fertiggestellten Album erst von Sire Records, später von Warner Music abgelehnt worden waren.
Die Band gilt in den Musikerkreisen Los Angeles’ als eine der einflussreichsten Bands. Orgy-Frontmann Jay Gordon war ehemals Mitglied bei Deadsy.
Das Album Phantasmagore wurde weltweit veröffentlicht. Carrying Over wurde daraus in den USA als erste Single ausgekoppelt: einmal in der Album-Version und einmal als akustische Version, welche Deadsy während der Family Values Tour 2006 spielten.

## Einflüsse
Die Band deckt ein weites Klangspektrum ab, das von allen möglichen Spielarten des Rock, über 80er Wave-Einflüsse bis hin zur Klassik à la Bach reicht. Typisch sind die tiefer gestimmten Gitarren im Verbund mit umfangreichem Synthesizer-Einsatz.

## Diskografie

### Studioalben
- 1997: Deadsy
- 2002: Commencement
- 2006: Phantasmagore

### Musikvideos
- The Key to Gramercy Park
- Brand New Love